# Klaas Verschuure
N.J. (Klaas) Verschuure (Enschede, 6 maart 1973) is een Nederlandse bestuurskundige, bestuurder en D66-politicus.

## Biografie
Verschuure studeerde van 1996 tot 2005 bestuurskunde aan de Universiteit Leiden. Van 2007 tot 2011 was hij hoofd bestuur- en managementondersteuning en van 2011 tot 2017 senior adviseur en projectleider bestuurszaken bij de gemeenschappelijke regeling Holland Rijnland. Van 2017 tot 2018 was hij accountmanager regio en andere overheden bij de gemeente Alphen aan den Rijn.
Verschuure was van 2010 tot 2018 lid van de gemeenteraad van Utrecht, waarvan van 2011 tot 2017 fractievoorzitter van D66. Hij was namens D66 lijsttrekker bij de gemeenteraadsverkiezingen van 2014 en de gemeenteraadsverkiezingen van 2018. Van 7 juni 2018 tot 9 juni 2022 was hij namens D66 wethouder van Utrecht met in zijn portefeuille Ruimtelijke ontwikkeling, Leidsche Rijn, Economische zaken, Circulaire economie, Middelbaar beroepsonderwijs en Wijk Noordwest.
- Nederlandse Thesaurus van Auteursnamen: 317370324
- Virtual International Authority File: 285014529